# تپه گل خاطرسفلی
تپه گل خاطرسفلی مربوط به هزاره ۳-و ۲ قبل از میلاد است و در شهرستان سرپل ذهاب، بخش مرکزی، دهستان حومه سرپل، ۶۰۰ متری شمال غرب روستای دستک علیا واقع شده و این اثر در تاریخ ۱۸ اسفند ۱۳۸۷ با شمارهٔ ثبت ۲۴۸۲۹ به‌عنوان یکی از آثار ملی ایران به ثبت رسیده است.